# Nyctomyini
Nyctomyini là một Tông chuột Tân Thế giới trong phân họ Tylomyinae bao gồm hai chi chuột là Nyctomys và Otonyctomys, với mỗi chi đều có một loài duy nhất (chi đơn loài). Cả hai chúng là những loài chuột có kích cỡ trung bình với toàn thân có phủ lông nâu và có cái đuôi rậm

## Phân loại
Tông Nyctomyini
- Chi Otonyctomys
  - Otonyctomys hatti: Chuột Hatt's Vesper
- Chi Nyctomys
  - Nyctomys sumichrasti: Chuột Sumichrast's Vesper